# Klokočov (Košice)
Klokočov é um município da Eslováquia, situado no distrito de Michalovce, na região de Košice. Tem 11,94 km² de área e sua população em 2018 foi estimada em 434 habitantes.

## Demografia
| Ano:        | 1994 | 2004   | 2014   | 2024   |
| ----------- | ---- | ------ | ------ | ------ |
| Broj ljudi: | 378  | 406    | 422    | 462    |
| Razlika:    |      | +7,40% | +3,94% | +9,47% |

| Ano:               | 2023 | 2024   |
| ------------------ | ---- | ------ |
| Número de pessoas: | 449  | 462    |
| Diferença:         |      | +2,89% |